# ديك كيث
ديك كيث (بالإنجليزية: Dick Keith)‏ (15 مايو 1933 ببلفاست في المملكة المتحدة - 28 فبراير 1967 ببورنموث في المملكة المتحدة) هو لاعب كرة قدم أيرلندي شمالي في مركز الدفاع، شارك في كأس العالم 1958. وشارك مع منتخب أيرلندا الشمالية لكرة القدم. أما مع النوادي، فقد لعب مع نادي بورنموث ونادي لينفيلد ونيوكاسل يونايتد ونادي ويموث.

## وصلات خارجية
- ديك كيث على موقع الاتحاد الدولي (مؤرشف)  (الإنجليزية)
- ديك كيث على موقع قاعدة بيانات كرة القدم.إي يو (الإنجليزية)
- ديك كيث على موقع ناشيونال فوتبول تيمز (الإنجليزية)
- ديك كيث على موقع عالم كرة القدم.نت (الإنجليزية)